# بردیک (کاشاتاق)
بردیک (به ارمنی: Բերդիկ ) یک منطقهٔ مسکونی در جمهوری آرتساخ است که در استان کاشاتاق واقع شده‌است.